# Гриммельсгаузен, Ганс Якоб Кристоффель фон
Ганс Якоб Кри́стоффель фон Гриммельсга́узен (нем. Hans Jacob Christoffel von Grimmelshausen, ок. 1622, Гельнхаузен — 17 августа 1676, Ренхен) — немецкий писатель, автор плутовского романа «Похождения Симплициссимуса», наиболее популярного произведения немецкой литературы XVII века.

## Биография

### Происхождение
Ганс Якоб Кри́стоффель фон Гриммельсгаузен родился в 1622 году (по некоторым данным — в 1621 году), в обедневшей дворянской семье, предки его происходили из тюрингской деревни Гриммельсгаузен на реке Верре, а в XVI веке поселились в городе Гельнхаузен в долине Кинцигталь (ныне — в федеральной земле Гессен). В то время этот протестантский город имел статус свободного имперского города. Дед Гриммельсгаузена, пекарь и хозяин трактира, отказался от своего дворянского титула в 1592 году.

### Юность
О первых двадцати годах жизни Гриммельсгаузена не сохранилось никаких документов. Его отец Иоганн Кристоф умер, когда Кристоффелю было четыре или пять лет. Овдовевшая мать вскоре опять вышла замуж и уехала с мужем во Франкфурт на Майне, оставив сына в Гельнхаузене на воспитании деда. Мальчик посещал местную латинскую школу. Обучение здесь было направлено на подготовку будущих священников или же на поступление в университеты, поэтому основным предметом была латынь. В сентябре 1634 года сражения Тридцатилетней войны достигли и Гельнхаузена. Город был захвачен католиками и разграблен. Это повторилось в 1635 году. Многие горожане, в их числе, по-видимому, и Гриммельсгаузен, бежали в расположенную неподалёку крепость Ханау, которую удерживал генерал Якоб фон Рамсай и шведско-лютеранские войска.

### Участие в сражениях Тридцатилетней войны
В возрасте десяти лет был похищен проходившими гессенскими солдатами. Есть основания предполагать, что летом 1631 года Гриммельсгаузен служил денщиком и в этом качестве участвовал в осаде Магдебурга. В 1637 году входил в императорский драгунский полк в Вестфалии, но по причине слишком юного возраста солдатом ещё не был. В 1639 году, в возрасте 17 или 18 лет, активно сражался в полку Ганса Рейнхарда фон Шауенбурга. Там он поднялся до должности писца в полковой канцелярии. Первые документальные свидетельства его жизни датируются концом 1639 года, когда он занял должность полкового писаря в Оффенбурге (Баден) у барона Ганса Рейнгарта фон Шауенбурга, а начиная с 1644 года сохранились документы, написанные его рукой. В середине 1648 года он переезжает на службу в Вассербург на Инне в Верхнем Пфальце, где служил секретарем канцелярии в полку Йоханна Буркарда фон Эльтера. Здесь же в июле 1649 года завершил свою военную карьеру.

### Гражданская жизнь
После подписания в 1648 году Вестфальского мира Гриммельсгаузен возвращается в Оффенбург. Видимо, в это же время Гриммельсгаузен переходит в католическую веру и устанавливает свое дворянское происхождение. Его свадьба, состоявшаяся в Оффербурге 30 августа 1649 года, проходила по католическому обряду. Невеста, Катарина Геннингер (нем. Catharina Henninger), была дочерью полкового вахмистра. В брачном свидетельстве перед фамилией Гриммельсгаузен снова используется приставка «фон», указывающая на дворянский титул, от которого отказался дед Гриммельсгаузена. После свадьбы новобрачные переехали в небольшой город Гайсбах в долине Ренхталь (сегодня это часть города Оберкирха в земле Баден-Вюртемберг), где Гриммельсгаузен с 1649 по 1661 годы занимал должность управляющего родовым поместьем баронов Шауенбургов. Обязанности его заключались в надзоре за имением и сборе податей с крестьян, находившихся в крепостной зависимости у Шауенбургов. На эти же годы его работы управляющим приходится и перестройка замка Гайсбах, для которого использовались камни из крепости Шауенбург. Кроме того, в 1653 году он приобретает пустошь Шпитальбюне, где строит два дома, чтобы обменять их на усадьбу управляющего замка, расположенную в живописном месте у подножья Шварцвальдских гор, которую превращает в небольшой трактир «У серебряной звезды» («Zum Silbernen Stern») в предместье замка и содержал его в 1656—1658 годах; пытался торговать лошадьми. С 1662 по 1665 годы был фогтом (комендантом) близлежащего замка Улленбург, находившегося во владении Йоханнеса Кюффера мл., врача из Страсбурга (годы жизни 1614—1675), получившего замок Улленбург в залоговый лен. Там Гриммельсгаузен исполнял обязанности управляющего и эконома. Он привел замок и поместье в цветущее состояние, отремонтировал стены, построил хозяйственные службы, заложил виноградники. Но, не поладив с владельцами в 1665 году, возвращается в Гайсбах. Тяжёлое материальное положение заставляет Гриммельсгаузена в 1667 году стать шультгейсом (старостой) в общине Ренхен на службе у страсбургского епископа эрцгерцога Франца Эгона фон Фюрстенберга , к земельным владениям которого относилась эта община: Гриммельсгаузен отвечал за рассмотрение местных судебных споров в нижней инстанции, за сбор налогов и соблюдение общественного порядка. Именно здесь, невзирая на множество административных дел, Гриммельсгаузен написал все основные произведения.

### Последние годы жизни
В 1672 году началась франко-голландская война (1672—1678 годы). В 1673 году король Франции Людовик XIV при поддержке страсбургского епископа, у которого служил Гриммельсгаузен, открывает на Верхнем Рейне новое поле военных действий против императорских войск. В 1675 году Ренхен тоже попал в сферу военных действий: город и окружающие его населенные пункты, проживавшие там люди несли тяжкое бремя войны. Гриммельсгаузен опять исполнял военные обязанности. Всё это не только чрезвычайно осложнило жизнь Гриммельсгаузена, но и привело к тяжёлой продолжительной болезни, от которой он умер 11 августа 1676 года. В церковной книге в Ренхене сохранилась запись о его смерти, последовавшей 17 августа 1676 года: «Скончался о Господе достопочтенный Йоганнес Кристофорус фон Гриммельсгаузен, муж великого духа и высокой учености, староста этого города, и хотя в сумятице войны он нес военную службу, а его детей раскидало в разных направлениях, однако все собрались к его смертному одру, и их отец скончался, укрепившись в таинстве святого причастия, и был предан земле. Да упокоится душа его во святых с миром.» Жена Гриммельгаузена Катарина, родившая ему десять детей, скончалась 23 марта 1683 года.
Торжественно отмечать годовщину смерти писателя стали с 1924 года.

## Произведения
Остаётся неясным, когда именно Гриммельсгаузен начал свою работу как писатель. Имеются данные того, что все работы Гриммельсгаузена появились в последние десять лет жизни, то есть с 1666 года. Сохранилось много документов, которые он написал как писец полка и как управляющий замком, но не сохранились ни рукописи, ни дневники, ни письма, касающиеся его литературной деятельности и личной жизни. За исключением трёх книг, он публиковался под псевдонимами. Только в 1837 году, спустя 150 лет после смерти Гриммельсгаузена, Герману Курцу удалось установить настоящего автора.
До сих пор нет полного (академического) собрания сочинений Гриммельсгаузена на немецком языке. Некоторые его произведения не переиздавались с XVIII в. Не написана и научная биография автора. Отсутствует и сколько-нибудь полная и надежная библиография литературы о Гриммельсгаузене.

### «Симплициссимус»
В 1668 году увидел свет во многом автобиографический роман о Симплициссимусе (нем. Der Abenteuerliche Simplicissimus Teutsch , d.h. die Beschreibung des Lebens eines seltsamen Vaganten, genannt Melchior Sternfels von Fuchsheim, кн. 1–5), который, несмотря на кажущуюся схожесть с плутовскими романами, скорее следовал традициям немецкого рыцарского романа и сатирической литературы XVI века. В романе описываются приключения Симплициссимуса в условиях опустошительной Тридцатилетней войны.

### Другие произведения
У Гриммельсгаузена были и другие, правда, менее значительные произведения. В том числе сатирические:
- «Schwarz und weiß oder die Satirische Pilgerin» (1666)
- «Ausführliche und wunderseltsame Lebensbeschreibung der Erzbetrügerin und Landstörzerin Courage» (1670)
- «Der seltsame Springinsfeld» (1670)
- «Der teutsche Michel» (1670)
- «Trutz Simplex oder Lebensbescheibung der Erzbetrügerin und Landstörzerin Courasche» (1670)
- «Das Rathstübel Plutonis» (1672)
- «Das wunderbarliche Vogelnest» (1672)
- «Die verkehrte Welt» (1673)
- «Deß Weltberuffenen Simplicissimi Pralerey und Gepräng mit seinem Teutschen Michel» (1673),

а также галантные романы в стиле его времени:
- «Des vortrefflichen keuschen Josephs in Ägypten erbauliche Lebensbeschreibung» (1670)
- «Dietwalds und Amelindens anmutige Lieb- und Leidsbeschreibung» (1670)
- «Des durchlauchtigen Prinzen Proximi und seiner ohnvergleichlichen Lympidä Liebesgeschichterzählung» (1672).

Гриммельсгаузен писал под псевдонимами, представляющими собой анаграммы его настоящего имени:
- Samuel Greiffensohn von Hirschfeld
- German Schleifheim von Sulsfort
- Melchior Sternfels von Fugshaim
- Philarchus Grossus von Trommenheim
- Michael Rechulin von Sehmsdorf
- Eric Steinfels von Grufenshohn
- Simon Lengfrisch von Hartenfels
- Israel Fromschmid von Hugenfels.[7]

## Память и наследие
- В 1879 году в Ренхене был установлен памятник в виде обелиска высотой 6,5 м из сине-красного песчаника. Памятник находится рядом с католической приходской церковью. Обелиск был первоначально создан, чтобы почтить память расстрелянных участников Баденской революции 1849 года. Власти Бадена и Пруссии не одобрили установку вначале в Раштатте, а затем в Оффенбурге по политическим причинам.
- С 4 апреля 1896 по 13 сентября 1944 года в Мюнхене выходил сатирический журнал «Симплициссимус».
- Повесть Гриммельсгаузена «Подробное и удивительное жизнеописание отъявленной обманщицы и бродяги Кураж» (нем. Ausführliche und wunderseltsame Lebensbeschreibung der Erzbetrügerin und Landstörzerin Courage), написанная в 1670 году, стала источником вдохновения для пьесы Бертольта Брехта «Мамаша Кураж и её дети» .
- 17 августа 1976 года в связи с 300-летием со дня смерти в Федеративной Республике Германии была выпущена специальная марка и памятная монета достоинством 5 марок.
- В 1977 году было основано «Общество Гриммельсгаузена», являющееся международной ассоциацией историков литературы и культуры, а также заинтересованных граждан. Целью деятельности является содействие научным исследованиям произведений Гриммельсгаузена в их современных и исторически значимых отношениях, а также распространение знаний.[8]
- В 1979 году перед ратушей Ренхнера был открыт фонтан Гриммельсгаузен. Строительство скважины финансировалось компанией Бурда[англ.].
- Три школы в Германии носят имя великого поэта: средняя школа Гриммельсгаузена в Оффенбурге, основанная в 1660 году, школа Гриммельсгаузена в Ренхене и средняя школа Гриммельсгаузена[нем.] в Гельнхаузене, основанная в 1909 году, сегодня одна из крупнейших школ в Гессене.
- Памятник Гриммельсгаузену стоит немного южнее вершины Мус[англ.] в центральном Шварцвальде, где он жил несколько лет.
- С 1980 года в Муммельзее[англ.] в северном Шварцвальде, месте действия Симплициссимуса, стоит памятник.
- Литературная премия Гриммельсгаузена присуждается каждые два года с 1993 года.
- В 1998 году Дом Симплициссимуса был открыт в Ренхене — литературный музей по истории творчества Гриммельсгаузена.

## Сочинения
- Гриммельсгаузен Г. Я. К. Симплициссимус = Der abenteuerliche Simplicissimus / Пер. А. А. Морозова, Э. Г. Морозовой; Изд. подг. А. А. Морозов; Отв. А. В. Фёдоров. — Л.: Наука, 1967. — 672 с. — (Литературные памятники). — 30 000 экз.
- Гриммельсгаузен Г. Я. К. Симплициссимус / Пер. А. А. Морозова, Э. Г. Морозовой; Изд. подг. А. А. Морозов. — М.: Художественная литература, 1976. — 559 с. — (Библиотека всемирной литературы. Серия первая). — 303 000 экз.